# Clay Minerals
Clay Minerals is een internationaal, aan collegiale toetsing onderworpen wetenschappelijk tijdschrift over de
fysisch-chemische, mineralologische en bodemkundige aspecten van klei.
Het wordt uitgegeven door de Britse Mineralogical Society en verschijnt 4 keer per jaar.
Het eerste nummer verscheen in 1965.